# Berkaer Straße 11 (Weimar)
Die Villa Berkaer Straße 11 in Weimar war letzter Wohnsitz des kaiserlichen deutschen Admirals Reinhard Scheer. Die Villa steht unter Denkmalschutz.

## Geschichte
Das Gebäude entstand um die Wende zum 20. Jahrhundert. Baulich ist die zweigeschossige Villa relativ schlicht gehalten, fast ohne jeden Zierrat, wenn man von den über den Risaliten liegenden Dachgiebel einmal absieht. 
Zunächst hatte hier seine Exzellenz Otto von Derenthal, General der Infanterie z.D. von 1907 bis 1918 gelebt. Bekannter wurde es durch einen späteren Bewohner: Reinhard Scheer. Scheer und seine Familie bewohnten die Villa seit 1920. Scheer war ab 1899 mit Emilie, geborene Mohr (* 1876) verheiratet. 1919 ließ er sich in Weimar nieder, wo seine Frau am 9. Oktober 1920 Opfer eines Raubmordes wurde. Im Jahre 1934 wurde dem "Sieger vom Skagerak" eine Gedenktafel aus Bronze gewidmet und an die Hauswand angebracht und die Berkaer Straße ihm zu Ehren umbenannt in Admiral-Scheer-Straße. Letzteres allerdings geschah schon 1929 und wurde 1945 wieder in Berkaer Straße umbenannt. Den Kriegsverlauf änderte das Seegefecht gegen die Briten letzten Endes nicht. Diese Gedenktafel war lange Zeit verschwunden und kam auf ungewöhnlichen Wegen wieder nach Weimar zurück. Diese befindet sich im Stadtmuseum Weimar. Montiert wird sie wegen der ideologischen Inanspruchnahme des Admirals durch die Nationalsozialisten nicht. 
Die Villa wird genutzt als Galerie der Bauhaus-Universität Weimar.
Die Villa steht unter Denkmalschutz.